# بنیدولیگ
بِنیدولِیگ (به اسپانیایی: Benidoleig) دهستانی در استان آلیکانتهٔ اسپانیا است.
در این دهستان ۱٬۲۲۱ نفر زندگی می‌کنند. مساحت این دهستان ۷٫۳۹ کیلومتر مربع است.